# Sollecitazioni residue in saldatura
Le sollecitazioni residue in saldatura sono il campo di sollecitazioni che resta in un materiale dopo che sono state effettuate operazioni di saldatura e sono stati rimossi tutti i carichi esterni. In realtà queste sollecitazioni esistono anche dopo l'esecuzione di una brasatura, ma, data la loro entità notevolmente minore di quella correlata alle saldature, generalmente non vengono considerate.

## Origine della sollecitazioni residue
Nel corso dell'operazione di saldatura il materiale viene sottoposto ad un ciclo termico estremamente severo, che lo porta dalla temperatura iniziale fino alla temperatura di fusione e lo riporta alla temperatura ambiente in un tempo relativamente breve. Nel corso del riscaldamento il materiale aumenta di volume e cambia di forma a causa del diverso riscaldamento delle varie parti, invece, quando la temperatura diminuisce, il materiale non è più libero di assumere il volume iniziale, in quanto adesso è vincolato all'altra parte su cui è stata effettuata la saldatura e dagli altri vincoli esterni imposti alla struttura da saldare. Le sollecitazioni residue sono provocate anche dalla presenza di vincoli sulle parti da saldare, vincoli che devono essere inseriti per evitare che la struttura sia eccessivamente deformata nel corso delle operazioni di saldatura (vedi foto). Questo fatto può comportare problemi, in quanto vincoli molto iperstatici tendono a ridurre le deformazioni della struttura dopo saldatura, ma aumentano le sollecitazioni residue, quindi il progettista della saldatura spesso deve arrivare a un compromesso fra le due diverse necessità. La parte elastica delle deformazioni scompare con il ritorno della struttura alla temperatura ambiente, invece la parte plastica, non potendo annullarsi, genera uno stato di sollecitazioni, quindi sollecitazioni residue, entro la struttura. Il campo delle sollecitazioni residue si estende per tutta la lunghezza del giunto, e per una larghezza dipendente dalla geometria del giunto e dal procedimento di saldatura.
I principali parametri che interessano le sollecitazioni residue sono:
- Geometria del giunto (a T, a L o piano)
- Spessore delle due parti da saldare
- Apporto termico specifico del procedimento
- Numero di passate
- Geometria del cianfrino
- Natura dell'eventuale materiale d'apporto

Le sollecitazioni residue non sono provocate da carichi (forze o momenti) esterni, quindi devono essere globalmente equilibrate, ovvero:
dove σ è la sollecitazione in un punto, dA una qualsiasi area infinitesimale nel pezzo saldato e z la distanza da un qualsiasi punto di riferimento.

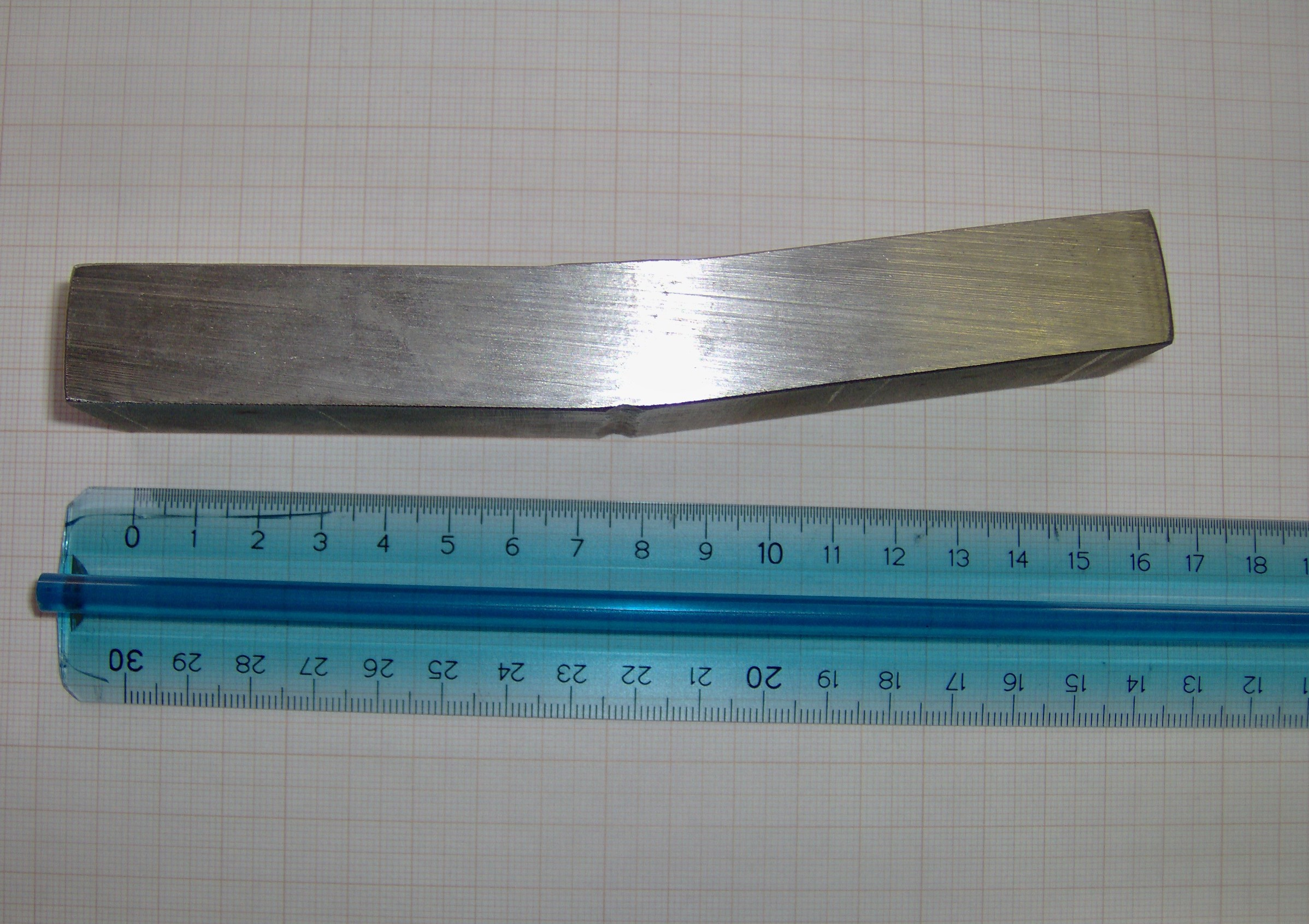
Deformazione di una lamiera dopo saldatura, nel corso della saldatura i bordi della lamiera non erano vincolati

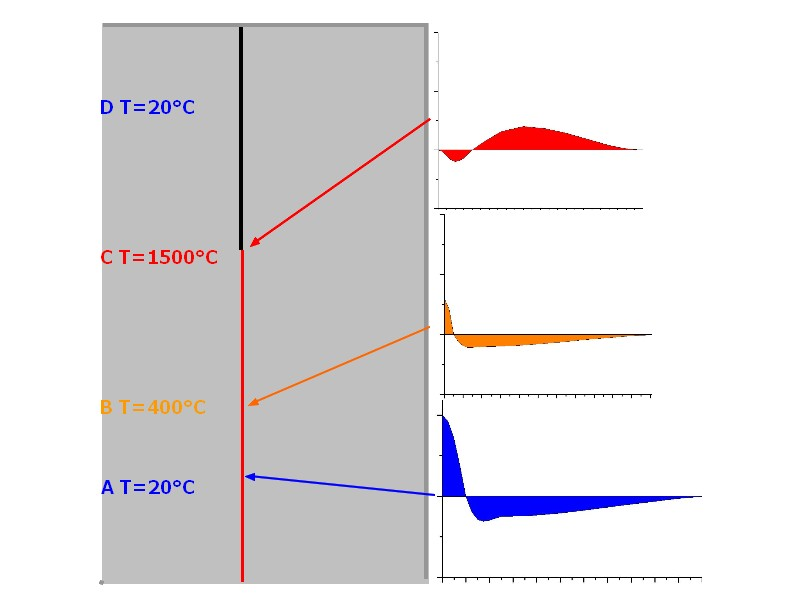
Sollecitazioni termiche nel corso di una saldatura fra due lamiere piane in acciaio di uguale spessore

Nella figura a fianco sono riportati gli andamenti delle sollecitazioni longitudinali σx (dove x è l'asse della saldatura ed y l'asse perpendicolare a esso) in funzione della distanza dalla saldatura stessa, naturalmente si suppone che le sollecitazioni siano simmetriche rispetto all'asse x. 
Nel corso della saldatura di due lamiere la situazione di sollecitazione termica varia, inizialmente (punto D) la lamiera è non sollecitata, quando il bagno di saldatura raggiunge il punto interessato (C) non si hanno sollecitazioni nel metallo liquido, mentre le parti adiacenti al bagno sono soggette a sollecitazioni di compressione, che, allontanandosi dalla linea di saldatura, diminuiscono fino a invertire i segno (trazione). Man mano che il materiale raffredda e solidifica (B) le sollecitazioni nel cordone di saldatura aumentano ed assumono valori positivi (trazione), tuttavia sono limitate, finché la temperatura resta relativamente elevata, dalla sollecitazione di snervamento del materiale alla temperatura corrente. Quando il processo di raffreddamento è finito (A) la sollecitazione residua ha un valore sensibilmente elevato ed è di trazione sul cordone di saldatura (zona fusa) e di compressione a partire da una certa distanza (valutabile in base ai parametri di saldatura ed allo spessore della lamiera), per poi decrescere in valore assoluto asintoticamente. 
Le sollecitazioni residue in direzione trasversale alla saldatura (σy) sono generalmente minori delle sollecitazioni in direzione longitudinale (σX), ed hanno un andamento generalmente simmetrico rispetto al punto medio della saldatura, con compressione alle estremità e trazione al centro. Queste sollecitazioni sono legate a condizioni di vincolo trasversale molto severe. In genere non è possibile trovare distribuzioni caratteristiche come quelle presentate sopra per le sollecitazioni longitudinali in acciai. 
In pochi casi sono di interesse tecnico le sollecitazioni in direzione dello spessore della saldatura (σz), in genere rivestono interesse solo nel caso di forti spessori e di materiali soggetti a rottura fragile.

## Misura delle sollecitazioni residue
Le sollecitazioni residue vengono misurate con diversi metodi, che, generalmente, distruggono il provino su cui sono effettuate le misurazioni stesse (prove distruttive), i metodi di controllo non distruttivi per le sollecitazioni residue non sono ancora sufficientemente sviluppati per coprire tutte le esigenze. I valori di gradiente di sollecitazione in prossimità della saldatura possono arrivare a 140 GPa/m, quindi queste misure richiedono una forte risoluzione spaziale e precisione di posizionamento. La AWS (American Welding Society) classifica le tecniche di misura in tre campi: 
- Rilassamento delle sollecitazioni (stress relaxation), cioè misurare la deformazione della struttura con estensimetri elettrici o meccanici una volta che in un certo volume le sollecitazioni sono state riportate a zero.
- Diffrazione, possono essere usati tanto raggi X quanto neutroni, ciò che è rilevante è che la lunghezza d'onda dell'agente rivelatore sia prossima alla distanza reticolare del materiale.
- Misura con metodi acustici o magnetici
- Generazione di cricche sia con l'immissione del campione saldato in atmosfera di idrogeno sia con effetti di corrosione sotto sollecitazione.

### Rilassamento delle sollecitazioni
Quando si scarica un corpo, anche se ha subito nella fase di carico sollecitazioni tali da portarlo in campo plastico, le deformazioni durante lo scarico sono elastiche, quindi è possibile misurare lo stato di sollecitazione iniziale misurando la deformazione (elastica) che si ottiene dopo lo scarico senza dover prima valutare la storia di carico del corpo. Con questi metodi di misura (distruttivi) il corpo viene tagliato in pezzi o vengono rimosse parti sollecitate del corpo stesso, la deformazione viene misurata con estensimetri o con sistemi di reticoli o con vernici fragili. Queste metodologie si basano su diversi modi di asportazione di volume dal corpo sollecitato. 
Il metodo più semplice, supponendo che lo stato di sollecitazione sia biassiale, è applicare 3 estensimetri (generalmente a 60° o a 45° fra loro) su una superficie piana abbastanza ristretta perché, una volta asportata dalla parte saldata, si possa ritenere che lo stato di sollecitazione sia nullo. Quando si taglia la superficie dalla struttura, gli estensimetri mostreranno due deformazioni di spostamento (εx e εy) ed una deformazione di distorsione (γxy). Da queste deformazioni, conoscendo le caratteristiche elastiche del materiale, supposto isotropo e omogeneo (E e ν), è possibile ottenere lo stato di sollecitazione (σx, σy e τxy). Effettuando misure su entrambe le facce di una lamiera è possibile risalire allo stato di flessione della lamiera stessa.
Altri metodi prevedono il posizionamento di estensimetri sulla superficie saldata e l'effettuazione di fori (metodo Mathar-Soete) o solcature (metodo Gunnert) in prossimità degli estensimetri, misurando quindi il rilassamento dello stato di sollecitazione.

### Diffrazione
La diffrazione misura direttamente lo stato di deformazione locale del reticolo cristallino del materiale saldato, in quanto permette di confrontare le distanze reticolari degli atomi in un campione totalmente privo di sollecitazioni con quelle del campione saldato. Dallo stato di deformazione locale e dalle caratteristiche meccaniche ed elastiche del materiale base è possibile risalire allo stato di sollecitazione presente nel materiale. Questa metodologia ha il vantaggio rispetto a quella di rilassamento delle sollecitazioni di essere non distruttiva, tuttavia non è generalmente applicabile a strutture di grosse dimensioni, in particolare la diffrazione neutronica (che fornisce i risultati più affidabili), richiedendo una sorgente neutronica ad alta intensità (quindi un reattore nucleare) non può essere applicata estesamente.
I raggi X o i neutroni inizialmente vengono fatti diffrangere da un campione privo di sollecitazioni interne (in genere questi campioni si ottengono o da polvere del materiale base o da cubetti di piccole dimensioni trattati termicamente), successivamente vengono fatti diffrangere dal campione in cui si vogliono misurare le sollecitazioni residue, ottenendo in entrambi i casi misure delle distanze atomiche entro il reticolo, dalla differenza fra questi valori si può risalire allo stato di sollecitazione nel provino, conoscendo i valori del tensore di elasticità del materiale. Se lo stato di sollecitazione è biassiale sono necessarie almeno tre misure con diversi angoli di incidenza. In questa tecnica riveste una particolare importanza la misurazione delle temperature a cui vengono effettuate le due prove, dato che una variazione di temperatura modifica i parametri reticolari dei materiali. 
La diffrattometria a raggi X (lunghezza d'onda 0,05-0,23 nm) permette di misurare le sollecitazioni sulla superficie del manufatto saldato (profondità dell'ordine di 10 μM) e può essere usata anche sul campo, per avere la possibilità di misurare le sollecitazioni nel corpo del manufatto è necessario sezionarlo (quindi diventa un tecnica distruttiva). 
Invece la diffrattometria neutronica permette la misurazione delle sollecitazioni nel corpo del manufatto (profondità massima da 20 mm per le leghe di W a 300 mm per le leghe di Al), ma, per i motivi già indicati, non può essere usata sul campo. Un vantaggio delle misurazioni per diffrazione neutronica è la possibilità di misurare anche stati di tensione triassiali, ruotando opportunamente il rivelatore rispetto al punto in cui vien effettuata la misura.

### Metodi acustici e magnetici
I metodi acustici si basano sulla differenza di velocità delle onde acustiche nei materiali a seconda dei parametri reticolari, in genere vengono usate onde ultrasonore (2-10 MHz)superficiali. Il fatto che la misura debba necessariamente essere fatta su un volume piuttosto elevato implica che il risultato non può essere puntuale, ma fornisce la media delle sollecitazioni (o deformazioni) sul volume esaminato. Inoltre questo metodo richiede una taratura molto precisa con blocchi campione che siano quanto più simili possibile al materiale da esaminare anche a livello microstrutturale. 
I metodi magnetici sono applicabili solo ai materiali ferrosi o alle leghe di nickel, cioè ai materiali che presentano variazioni della permeabilità magnetica in funzione dello stato di sollecitazione. Analogamente alle misure con onde acustiche queste misurazioni sono fortemente influenzate dalla microstruttura del materiale e permettono un'analisi dello stato di sollecitazione solo sulla superficie della struttura.

### Generazione di cricche
Queste tecniche permettono solo valutazioni qualitative (non quantitative) dello stato di deformazione del manufatto. In genere le cricche vengono generate per immissione del materiale in atmosfera di idrogeno (in questo caso deve trattarsi di acciaio ferritico) o per la generazione di cricche per corrosione sotto sollecitazione (stress corrosion), metodo usato generalmente per acciai austenitci e leghe di nickel. Il vantaggio di questo metodo risiede nel fatto che è possibile effettuare le valutazioni anche su geometrie di saldatura molto complesse.

## Effetti delle sollecitazioni residue
Le sollecitazioni residue non hanno effetto sulla rottura per carichi imposti, purché il materiale sia sufficientemente duttile, dato che, un aumento locale della sollecitazione oltre il limite di snervamento provoca una deformazione locale che ridistribuisce il carico stesso. Invece in altre situazioni le sollecitazioni residue, sommandosi alle sollecitazioni provocate dai carichi sulla struttura, possono aumentare il rischio di un collasso della struttura stessa
Tipicamente le sollecitazioni residue hanno effetti negativi sui seguenti fenomeni:
- Materiali in condizioni di subire rotture per frattura fragile
- Strutture soggette ad instabilità euleriana
- Strutture soggette a carichi affaticanti
- Materiali soggette a cricche sotto sollecitazione

### Frattura fragile
Si intende per frattura fragile (o frattura instabile) la frattura dovuta alla propagazione di cricche in particolari condizioni di geometria (presenza di intagli) e con carichi localizzati che portano il (KI) ad un valore superiore a quello critico del materiale. Uno dei primi punti che fu evidente quando iniziò lo studio dei fenomeni di frattura (1921) fu che, in presenza di saldature, le sollecitazioni provocate dai carichi esterni che portavano al collasso della struttura potevano essere sensibilmente inferiori a quelle ricavate sperimentalmente con provini intagliati. 
Se l'estremità della cricca si trova in una regione in cui sono presenti sollecitazioni residue di trazione, le sollecitazioni residue si sommano alle sollecitazioni di trazione provocate dai carichi esterni ed alle sollecitazioni di picco provocate dall'apice della cricca e, quando la temperatura è inferiore alla temperatura di transizione duttile-fragile, portando ad una propagazione instabile della cricca per carichi inferiori a quelli che si avrebbero in un provino non saldato.

### Carichi affaticanti
L'effetto sui carichi affaticanti è tale che il numero di cicli che porta al collasso in un provino saldato tende ad aumentare nelle zone in cui le sollecitazioni residue sono di compressione, mentre tende a diminuire nelle zone in cui sono presenti sollecitazioni residue di trazione. Spesso è opportuno asportare il sovrametallo per ridurre le sollecitazioni sulla superficie, zona da cui generalmente si originano le cricche che, aumentando di dimensioni, portano alla frattura per fatica. 

### Instabilità elastica
La presenza di sollecitazioni residue di compressione può portare ad una riduzione dei carichi che portano a collasso per instabilità euleriana, particolarmente su strutture sottili (colonne di piccolo diametro o lamiere sottili). Data la natura delle sollecitazioni residue in saldatura, che sono in parte di compressione ed in parte di trazione non è possibile dare una regola generale per tenere conto dei loro effetti su questo fenomeno.

### Cricche sotto sollecitazione
In alcuni materiali e particolarmente nelle leghe di nickel è possibile che sostanze specificatamente aggressive (per esempio gli ioni Cl- per gli acciai inossidabili austenitici) attacchino il materiale fra i grani metallici (corrosione intergranulare), soprattutto in presenza di uno stato di sollecitazione. Da questi attacchi lungo il bordo dei grani si formano cricche particolarmente insidiose, in quanto estremamente sottili (cricche da corrosione sotto sollecitazioni - SCC - stress corrosion cracks). In presenza di sollecitazioni residue, la possibilità di attacchi simili è notevolmente esaltata, tanto che possono avvenire anche senza la presenza di una causa esterna di sollecitazioni.
Considerando l'andamento delle sollecitazioni residue, le cricche provocate da questo campo di sollecitazione sono longitudinali nella zona termicamente alterata (ZTA), mentre le cricche trasversali generalmente sono originate nel metallo base, sebbene possano estendersi anche nella ZTA.

## Riduzione delle sollecitazioni residue
Considerando che spesso le sollecitazioni residue possono essere dannose per la stabilità della struttura, nel corso della progettazione di una struttura saldata è necessario studiare le metodologie per ridurle sia in corso di saldatura sia successivamente all'effettuazione della saldatura stessa.
Indipendentemente da tutte le altre precauzioni, la prima cosa da considerare, nella fase stessa della progettazione della saldatura, è di fare in modo di vincolare le parti da saldare in modo tale da alimentare il ritiro, cioè in modo che sia il ritiro stesso, che avviene quando il materiale solidifica, a portare la struttura alla geometria voluta. Questo naturalmente non sempre è possibile, anche in considerazioni delle tolleranze richieste dal manufatto una volta completato.

### Studio della sequenza di saldatura
Generalmente uno studio accurato delle sequenze di saldatura può permettere di ridurre (mai di eliminare totalmente) le sollecitazioni residue. Per esempio, se si deve effettuare una saldatura su tutta la circonferenza di un tubo di grande diametro, indicati con i numeri da 1 a 4 (in sequenza) i quadranti della circonferenza, è opportuno saldare con la sequenza: 1,3,2,4, in modo da evitare di saldare due quadranti di seguito (quindi vincolando 180° di circonferenza). 

### Passate multiple
Effettuare un certo numero di passate a basso apporto termico (quindi con minore volume di deposizione) invece di una singola passata ad alto apporto termico riduce le sollecitazioni residue. Tuttavia, nel caso di passate multiple, è necessario prendere opportune precauzioni nel corso della prima passata, dato che nel corso del raffreddamento, la prima passata ha la sezione minima in tutta la saldatura, quindi in essa c'è la massima concentrazione di linee di sollecitazione. 

### Trattamenti dopo saldatura
I trattamenti termici dopo la saldatura (PWHT), portando il materiale a temperature elevate, riducono le sollecitazioni residue al valore della sollecitazione di snervamento del materiale alla temperatura massima del trattamento. Infatti le sollecitazioni residue, essendo sollecitazioni dovute ad una deformazione impedita, sono limitate dalla sollecitazione di snervamento, che, ridistribuendo il flusso del materiale, impedisce un ulteriore incremento dello stato di sollecitazione.
Se non è possibile (per esempio per le dimensioni del manufatto) effettuare un PWHT totale, possono essere utili riscaldamenti localizzati (calde di ritiro) sulla superficie più allungata, che, portandola da alta temperatura (600-800 °C per l'acciaio ferritico) permette un ricalcamento di questa superficie, dovuto agli effetti elastici della superficie opposta.